# Kiltsaari
Kiltsaari är en ö i Finland. Den ligger i sjön Varpasenjärvi och i kommunen Nyslott i  landskapet Södra Savolax, i den sydöstra delen av landet, 260 km nordost om huvudstaden Helsingfors. Öns area är 4,5 hektar och dess största längd är 420 meter i sydöst-nordvästlig riktning.